# ثبت جوانی
ثبت جوانی (انگلیسی: Record of Youth; کره‌ای: 청춘기록) یک مجموعهٔ تلویزیونی کره جنوبی با بازی پارک بوگوم، پارک سو دام، بیون وو سوک و کوان سو هیون است. این مجموعه از ۷ سپتامبر تا ۲۷ اکتبر ۲۰۲۰، دوشنبه و سه‌شنبه‌ها ساعت ۲۱:۰۰ (کی‌اس‌تی) از تی‌وی‌ان پخش شد و برای استریم بین‌المللی در نتفلیکس در دسترس است.

## خلاصه داستان
این مجموعه زندگی سه شخص جوان در صنعت مدلینگ را دنبال می‌کند. آن‌ها برای رسیدن به عشق و رویاهایشان بدون ناامیدی تلاش می‌کنند.

## بازیگران

### اصلی
- پارک بوگوم در نقش سا هه-جون
  - ایم جه ها در نقش جوانی سا هه-جون
- پارک سو دام در نقش آن جونگ-ها
- بیون وو سوک در نقش وون هه-هیو
  - نو یونگ مین در نقش جوانی وون هه-هیو
- کوان سو هیون در نقش کیم جین-وو[۴]
  - بک سو مین در نقش جوانی کیم جین وو